# مایکل هرتس (تهیه‌کننده)
مایکل هرتس (انگلیسی: Michael Herz؛ زادهٔ ۹ مهٔ ۱۹۴۹) کارگردان فیلم، فیلم‌نامه‌نویس و تهیه‌کننده فیلم اهل ایالات متحده آمریکا است.
از فیلم‌ها یا برنامه‌های تلویزیونی که وی در آن نقش داشته‌است، می‌توان به دبیرستان هسته‌ای و انتقام‌جوی سمی اشاره کرد.